# Dolany nad Vltavou
Obec Dolany nad Vltavou (do roku 2016 Dolany, německy Dolan) se nachází v okrese Mělník ve Středočeském kraji, na levém břehu řeky Vltavy přibližně 3 km jihovýchodně od Kralup nad Vltavou. Žije zde 950 obyvatel. Vesnice je situována podél břehu v místě, kde končí skalnaté údolí Vltavy a začíná rovina typická pro soutok Vltavy s Labem a severní část Středočeského kraje. K obci patří ještě vesnice Debrno, které leží necelé 2 kilometry jihozápadně v souběžném údolí Turského potoka.
Dolany nad Vltavou jsou malá vesnice, avšak s dobrým železničním spojením. Na Vltavě se před vesnicí v místě, kde se řeka rozestupuje, nachází zdymadlo Dolany s elektrárnou; plavební komora Dolánky u protějšího břehu patří z větší části také ještě do katastrálního území Dolan. V roce 2002 byly Dolany zaplaveny velkou vodou.

## Historie
První písemná zmínka o obci pochází z roku 1318.

### Územněsprávní začlenění
Dějiny územněsprávního začleňování zahrnují období od roku 1850 do současnosti. V chronologickém přehledu je uvedena územně administrativní příslušnost obce v roce, kdy ke změně došlo:
- 1850 země česká, kraj Praha, politický okres Slaný, soudní okres Velvary[4]
- 1855 země česká, kraj Praha, soudní okres Velvary
- 1868 země česká, kraj Praha, politický okres Slaný, soudní okres Velvary
- 1912 země česká, kraj Praha, politický okres Slaný, soudní okres Kralupy nad Vltavou[5]
- 1913 země česká, kraj Praha, politický i soudní okres Kralupy nad Vltavou[6]
- 1939 země česká, Oberlandrat Mělník, politický i soudní okres Kralupy nad Vltavou[7]
- 1942 země česká, Oberlandrat Praha, politický okres Roudnice nad Labem, soudní okres Kralupy nad Vltavou[8]
- 1945 země česká, správní i soudní okres Kralupy nad Vltavou[9]
- 1949 Pražský kraj, okres Kralupy nad Vltavou[10]
- 1960 Středočeský kraj, okres Praha-západ
- 2003 Středočeský kraj, okres Praha-západ, obec s rozšířenou působností Kralupy nad Vltavou
- 2007 Středočeský kraj, okres Mělník, obec s rozšířenou působností Kralupy nad Vltavou[11]

### Rok 1932
V obci Dolany (615 obyvatel) byly v roce 1932 evidovány tyto živnosti a obchody: holič, 3 hostince, kapelník, konsumní spolek Svépomoc, obuvník, obchod s peřím, pokrývač, 8 rolníků, 2 řezníci, sadař, 2 obchody se smíšeným zbožím, trafika, truhlář, obchod s uhlím, 2 zahradnictví.

## Doprava
Dopravní síť
- Pozemní komunikace – Do obce vedou silnice III. třídy.
- Železnice – Obec Dolany nad Vltavou leží na železniční trati Praha - Kralupy nad Vltavou - Děčín. Jedná se o dvoukolejnou elektrizovanou trať zařazenou do evropského železničního systému, část celostátní dráhy, součást 1. a 4. koridoru, doprava byla zahájena roku 1850.

Veřejná doprava 2024
- Autobusová doprava – V místní části Debrno zastavovala autobusová linka PID 856 Kralupy n. Vlt. - Holubice - Zákolany (v pracovních dnech 6 spojů) (dopravce Autodoprava Lamer).
- Železniční doprava – Zastávka Dolany nad Vltavou (do 10. června 2017 Dolany) je celotýdenně obsluhována železniční linkou PID S4 Praha - Vraňany - Hněvice v rámci systému Esko.[13].

## Turistika
Územím obce vedou cyklotrasy č. 0080 Dolany nad Vltavou - Debrno - Holubice - Okoř, č. 0081 Kralupy nad Vltavou - Dolany nad Vltavou - Libčice nad Vltavou - Úholičky - Okoř a č. 0082 Kralupy nad Vltavou - Debrno - Tursko - Úholičky - Únětice.

## Další fotografie

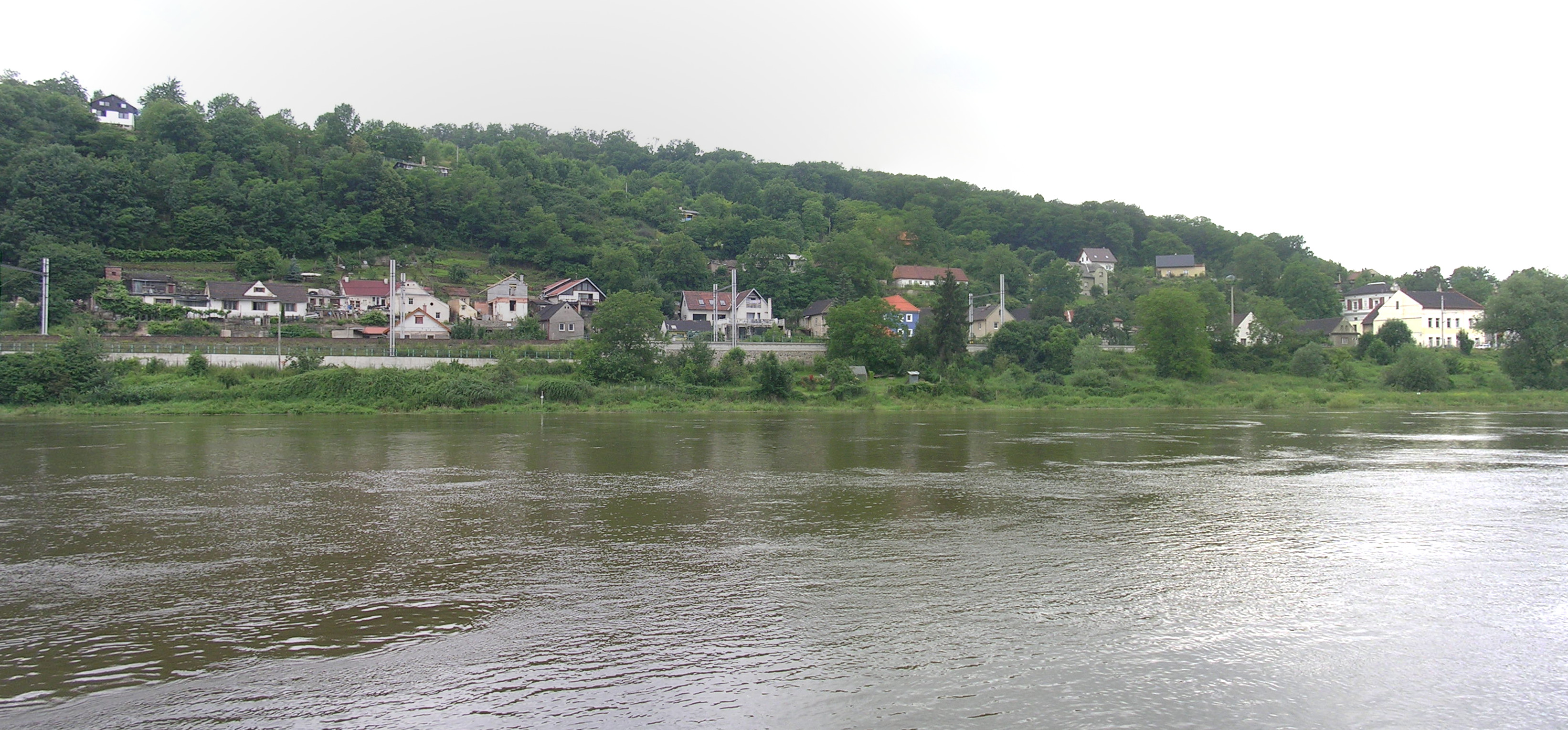
Pohled na Dolany nad Vltavou z druhého břehu Vltavy
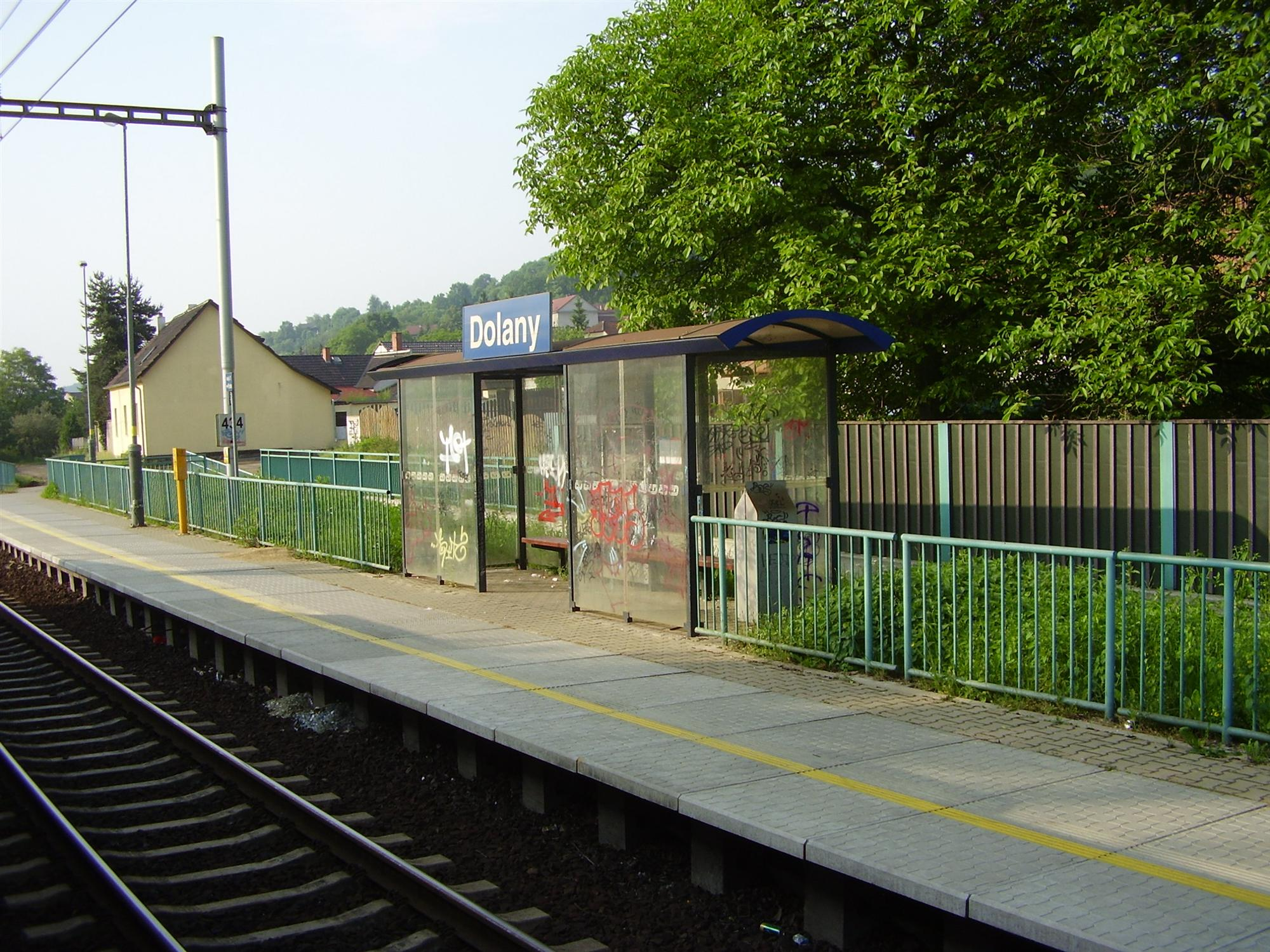
Železniční zastávka Dolany nad Vltavou